# ジム・ギャノン
ジェームズ・ポール・ギャノン（James Paul Gannon, 1968年9月7日 - ）は、イングランド・サザーク出身の元サッカー選手、サッカー指導者。現在はナショナルリーグのストックポート・カウンティの監督を務めている。アイルランドで選手キャリアをスタートさせたが、イングランド・フットボールリーグのストックポート・カウンティでキャリアのほとんどを過ごした。

## 幼少期
ギャノンはサザークで生まれたが、幼少期に家族でアイルランドに引っ越しをした。彼は自分が「アイルランドの労働者階級のカトリック教徒」であると思っている。

## 選手経歴

### デビュー～ハリファクス・タウン
ギャノンは、アイルランドのダンドークFCでキャリアをスタートさせた。1989年4月、ギャノンは7万ポンドの移籍金で当時イングランド2部に在籍していたシェフィールド・ユナイテッドに移籍した。しかしトップチームのメンバーに入れず 、翌年には当時4部のハリファックス・タウンにレンタルで移籍した。

### ストックポート・カウンティ
1990年、ギャノンは当時4部のストックポート・カウンティに移籍した 。その後10年間ストックポートで過ごし、クラブを2部リーグと4部リーグの準優勝に導き、リーグ・トロフィーでは2度の決勝に貢献した。

### ストックポート退団後
2000年にクラブを退団した後は、クルー・アレクサンドラで1シーズンを過ごした後、2001年8月にアイルランドのシェルボーンに移籍し、3年間で2度のリーグ・オブ・アイルランド・プレミアディビジョンのタイトルを獲得した。

## 監督経歴
引退後はすぐに監督としてのキャリアをスタートさせ、2004年にはダンダークの監督に就任した。アイルランドでの1シーズンの後、ストックポート・カウンティに監督として復帰し2008年にはプレーオフを経てリーグ2からの昇格を果たした。リーグ1昇格に導いたがコスト削減の一環として解任された。その後はスコティッシュプレミアリーグのマザーウェルに移籍し、ヨーロッパリーグに出場したが、わずか25試合の指揮で退団した。2010年にはチャンピオンシップのピーターバラ・ユナイテッドの監督に就任したが、2ヶ月間しか在籍しなかった。2011年1月にはポートヴェイルの監督に就任したが、わずか10週間の在任にとどまった。2011年11月にストックポートに戻ったものの、2013年1月に解雇された。2013年12月には、ノースウィッチ・ヴィクトリアの監督に就任した。ノースウィッチで2年間過ごした後、2016年1月に3度目のストックポート・カウンティの監督に復帰。2018-19シーズンはクラブをナショナルリーグ・ノースを優勝、5部昇格に導いた。

## 個人成績

### 選手としての成績
出典:soccerbase
| クラブ                          | シーズン     | ディヴィジョン  | リーグ | リーグ | FAカップ | FAカップ | 他カップ戦[A] | 他カップ戦[A] | 合計 | 合計 |
| クラブ                          | シーズン     | ディヴィジョン  | 出場   | 得点   | 出場     | 得点     | 出場          | 得点          | 出場 | 得点 |
| ------------------------------- | ------------ | --------------- | ------ | ------ | -------- | -------- | ------------- | ------------- | ---- | ---- |
| シェフィールド・ユナイテッド    | 1989–90      | ディヴィジョン2 | 0      | 0      | 0        | 0        | 0             | 0             | 0    | 0    |
| ハリファクス・タウン (レンタル) | 1989–90      | ディヴィジョン4 | 2      | 0      | 0        | 0        | 0             | 0             | 2    | 0    |
| ストックポート・カウンティ      | 1989–90      | ディヴィジョン4 | 7      | 1      | 0        | 0        | 1             | 0             | 8    | 1    |
| ストックポート・カウンティ      | 1990–91      | ディヴィジョン4 | 41     | 6      | 1        | 0        | 4             | 1             | 46   | 7    |
| ストックポート・カウンティ      | 1991–92      | ディヴィジョン3 | 43     | 16     | 2        | 1        | 13            | 4             | 58   | 21   |
| ストックポート・カウンティ      | 1992–93      | ディヴィジョン2 | 46     | 12     | 3        | 0        | 14            | 3             | 63   | 15   |
| ストックポート・カウンティ      | 1993–94      | ディヴィジョン2 | 16     | 0      | 2        | 0        | 4             | 1             | 22   | 1    |
| ストックポート・カウンティ      | 1994–95      | ディヴィジョン2 | 45     | 7      | 1        | 0        | 6             | 0             | 52   | 7    |
| ストックポート・カウンティ      | 1995–96      | ディヴィジョン2 | 23     | 1      | 2        | 0        | 7             | 1             | 32   | 2    |
| ストックポート・カウンティ      | 1996–97      | ディヴィジョン2 | 40     | 4      | 4        | 0        | 15            | 1             | 59   | 5    |
| ストックポート・カウンティ      | 1997–98      | ディヴィジョン1 | 36     | 1      | 0        | 2        | 0             | 4             | 42   | 1    |
| ストックポート・カウンティ      | 1998–99      | ディヴィジョン1 | 38     | 0      | 2        | 0        | 2             | 0             | 42   | 0    |
| ストックポート・カウンティ      | 1999–00      | ディヴィジョン1 | 29     | 0      | 1        | 0        | 3             | 0             | 33   | 0    |
| ストックポート・カウンティ      | 計           | 計              | 383    | 52     | 20       | 1        | 77            | 11            | 480  | 64   |
| ノッツ・カウンティ (レンタル)   | 1993–94      | ディヴィジョン1 | 2      | 0      | 0        | 0        | 0             | 0             | 2    | 0    |
| クルー・アレクサンドラ          | 2000–01      | ディヴィジョン1 | 7      | 0      | 3        | 0        | 0             | 0             | 10   | 0    |
| キャリア合計                    | キャリア合計 | キャリア合計    | 394    | 52     | 23       | 1        | 77            | 11            | 494  | 64   |

A. ^ 他カップ戦にはEFLカップ, EFLトロフィー, EFLプレーオフ, そしてフルメンバーズカップでの成績が含まれる。

### 監督としての成績
2020年3月14日現在
| チーム                       | 就任           | 退任           | 成績 | 成績 | 成績 | 成績 | 成績  |
| チーム                       | 就任           | 退任           | 試   | 勝   | 分   | 敗   | 勝率  |
| ---------------------------- | -------------- | -------------- | ---- | ---- | ---- | ---- | ----- |
| ダンドーク                   | 2004年6月8日   | 2005年11月14日 | 72   | 26   | 18   | 28   | 036.1 |
| ストックポート・カウンティ   | 2005年12月28日 | 2009年5月6日   | 182  | 79   | 42   | 61   | 043.4 |
| マザーウェル                 | 2009年6月30日  | 2009年12月28日 | 25   | 7    | 8    | 10   | 028.0 |
| ピーターバラ・ユナイテッド   | 2010年2月1日   | 2010年4月6日   | 14   | 4    | 1    | 9    | 028.6 |
| ポート・ヴェイル             | 2011年1月6日   | 2011年3月21日  | 15   | 4    | 4    | 7    | 026.7 |
| ストックポート・カウンティ   | 2011年11月14日 | 2013年1月16日  | 59   | 18   | 14   | 27   | 030.5 |
| ノースウィッチ・ヴィクトリア | 2013年12月9日  | 2016年1月19日  | 113  | 66   | 21   | 26   | 058.4 |
| ストックポート・カウンティ   | 2016年1月19日  | 在任中         | 244  | 125  | 59   | 60   | 051.2 |
| Total                        | Total          | Total          | 723  | 329  | 166  | 228  | 045.5 |

## タイトル

### 選手として
ダンドーク
- リーグ・オブ・アイルランド・プレミアディビジョン : 1987-88
- FAIカップ : 1988

シェルボーン
- リーグ・オブ・アイルランド・プレミアディビジョン : 2001-02, 2003

### 監督として

#### クラブ
ストックポート・カウンティ
- EFLリーグ2プレーオフ : 2008
- ナショナルリーグ・ノース : 2018-19[13]
- チェシャー・シニアカップ : 2016[15]

#### 個人
- スコティッシュ・プレミアリーグ月間最優秀監督賞 : 2009年10月
- ナショナルリーグ・ノース月間最優秀監督賞 : 2016年12月, 2018年12月[16]